# Не топтать фашистскому сапогу нашей родины
«Не топтать фашистскому сапогу нашей родины» — советский короткометражный рисованный мультфильм-плакат 1941 года, снятый в первые недели Великой Отечественной войны (закончен 18 июля 1941 года). Фильм находится в общественном достоянии, так как выпущен более 70 лет назад.

## Сюжет
Фашист, изображённый в виде уродливой антропоморфной свиньи, топчет страны Европы: Чехословакию, Польшу, Данию, Югославию и Грецию, а также сбрасывает бомбы на Голландию (так в фильме), Бельгию и Францию. Как только противник наступает на СССР, то его тотчас атакует Красная Армия. Предрекается несомненная победа над врагом.

## Музыкальное сопровождение
В мультфильме звучит музыка пятой части кантаты Сергея Прокофьева «Александр Невский» — «Ледовое побоище» — и популярный «Марш советских танкистов» в исполнении Петра Киричека и ансамбля Александрова.